# وردپرس

نشان‌وارهٔ رسمی وردپرس

وُردپرِس (به انگلیسی: Wordpress) یک سیستم مدیریت محتوای (به انگلیسی: CMS) آزاد و منبع باز است که برای راه‌اندازی و ایجاد وب‌سایت و وبلاگ استفاده می‌شود. وردپرس در ابتدا تنها یک سیستم رایگان وبلاگ‌نویسی بود که امکانات خوبی را در اختیار وبلاگ‌نویسان قرار می‌داد و سپس به‌صورت یک سامانهٔ مدیریت محتوا یا نرم‌افزار آزاد و متن‌باز برای مدیریت محتوای سایت‌ها معرفی شد.
وردپرس با زبان برنامه‌نویسی پی‌اچ‌پی نوشته شده و توسط مای‌اس‌کیوال پشتیبانی می‌شود. همچنین نسخه‌ای برای پستگرس‌کیوال نیز موجود است. وردپرس در ادامهٔ راه پروژهٔ موفق b۲ است که در سال ۲۰۰۳ شکل گرفت. نام وردپرس را کریستیان اِسلِک، دوست مت مولنوگ (توسعه‌دهندهٔ اصلی وردپرس) پیشنهاد و از آن روز وردپرس با سرعت و پیشرفتی قابل ملاحظه تبدیل به معروف‌ترین و پرکاربردترین ابزار ساخت وبلاگ و وب‌سایت در فضای اینترنت شده است. تا سال ۲۰۲۳ بیش از ۸۱۰ میلیون وب‌سایت در جهان با این سامانهٔ مدیریت محتوا راه‌اندازی شده است.

## تاریخچه
مت مولنوگ پایه‌گذار وردپرس است، نرم‌افزار کدبازی که به‌طور گسترده از سوی وبلاگ‌نویسان برای نوشتن وبلاگ مورد استفاده قرار می‌گیرد.
«مت چارلز مولنوگ»، متولد ۱۱ ژانویهٔ ۱۹۸۴ در هیوستون تگزاس است و در حال حاضر در سان فرانسیسکوی کالیفرنیا زندگی می‌کند.
مولنوگ در ابتدا مدتی به مطالعهٔ ساز ساکسوفون پرداخت و در آموزشگاه بازیگری و هنرهای نمایشی حضور می‌یافت.
اولین سیستمی که مولنوگ برای وبلاگ‌نویسی از آن استفاده کرد، سیستم b2/cafelog بود. او برای نخستین بار برای انتشار عکس‌هایی که در سفر به واشینگتن گرفته بود از این سیستم استفاده کرد. همین تجربه باعث شد که به این فکر بیفتد که خود، برای وبلاگ‌نویسی نرم‌افزاری به‌روز و سازگار با استانداردهای وب که نیازهایش را برآورده کند، بنویسد. او در ژانویهٔ ۲۰۰۳، در وبلاگش این مطلب را اعلام کرد.
مولنوگ به سرعت با شخصی به نام «مایک لیتل» تماس گرفت و با کمک هم، این دو شروع به نوشتن وردپرس با استفاده از b۲ کردند. توسعه‌دهندهٔ اصلی b۲ یعنی Michel Valdrighi هم به زودی به جمع دونفرهٔ آن‌ها اضافه شد.
در مارس ۲۰۰۳ او Global Multimedia Protocols Group را تأسیس کرد که در آن نخستین «میکروفرمت‌ها» نوشته شد.
او در آوریل ۲۰۰۴، سرویس نام‌آشنای Ping-O-Matic را تأسیس کرد که همان‌گونه که از نام آن برمی‌آید، سرویسی است که با آن می‌شود پینگ کرد و موتورهای جستجویی مانند تکنوراتی را از به‌روز شدن وبلاگ، آگاه کرد. به یاری آن می‌شود، به صورت بسیار ساده سرویس‌های بسیار زیادی از جمله بلاگرولینگ محبوب وبلاگ‌نویسان ایرانی را پینگ کرد. در حال حاضر Ping-O-Matic روزانه یک میلیون بار پینگ می‌شود.
در مه ۲۰۰۴، رقیب وردپرس یعنی مووبل تایپ، اعلام کرد که قیمت‌هایش را تغییر داده است. مسئله‌ای که باعث شد هزاران کاربر مووبل تایپ به فکر استفاده از نرم‌افزارهای جایگزین بیفتند. وردپرس به خوبی از این فرصت استفاده کرد.
در اکتبر ۲۰۰۴، سی‌نت مولنوگ را استخدام کرد تا در آنجا، روی وردپرس کار کند و در ادارهٔ وبلاگ‌ها و رسانه‌های جدید به آن‌ها کمک کند. در دسامبر ۲۰۰۴، مولنوگ bbPress را عرضه کرد، سیستمی که وی طی چند روز تعطیلات نوشته بود.
در فوریهٔ ۲۰۰۵، نسخهٔ ۱٫۵ وردپرس آماده شد که نام Strayhorn را بر آن نهاده بودند. این نسخه ۹۰۰ هزار بار دانلود شد.
در آوریل ۲۰۰۵ شخصی متوجه شد که در سایت WordPress.org، مقاله‌های زیادی به صورت مخفی وجود دارند که با تکنیک کلاکینگ نوشته شده‌اند. در کلاکینگ، دارندهٔ یک سایت، کاری می‌کند که نسخه‌ای از سایت که به خزنده‌ها و موتورهای جستجو عرضه می‌شود، متفاوت از چیزی باشد که به بازدیدکنندگان عادی نشان داده می‌شود. مولنوگ مجبور شد که مطلب را بپذیرد و همهٔ مقالات را حذف کند.
مولنوگ در اکتبر ۲۰۰۵ از سی‌نت جدا شد. چند روز بعد او اکیسمت را معرفی کرد، سرویسی که جلوی کامنت‌ها و ترک‌بک‌های اسپم را می‌گیرد. در نوامبر ۲۰۰۵، شرکت در پروژهٔ وردپرس از حالت دعوتنامه‌ای درآمد و مشارکت در آن برای همه آزاد شد.
در دسامبر ۲۰۰۵، او شرکت اتوماتیک را معرفی کرد، سرویسی که خدمات میزبانی وبلاگ ارائه می‌دهد و نرم‌افزارهای ضد اسپم می‌سازد. اکنون، بر اساس آمار Comscore، وب‌سایت Automattic، ماهانه ۱۰۰ میلیون بازدیدکننده دارد و در میان ۲۵ وب‌سایت برتر جهان قرار دارد.
در مارس ۲۰۰۷، مجلهٔ معتبر پی‌سی ورلد، مولنوگ را به عنوان یکی از ۵۰ فرد مهم در اینترنت برگزید و در ردهٔ شانزدهم قرار داد.

## مشخصات وردپرس
- نصب محلی
- هستهٔ قابل حمل
- پشتیبانی از ساعت محلی
- قابلیت Gzip
- سطح دسترسی
- مشخصات کاربران
- پویا بودن و انعطاف‌پذیری بالا
- دارای کتابخانهٔ پلاگین‌های وردپرس (رایگان)
- دارای کتابخانهٔ قالب‌های وردپرس (رایگان)
- وردپرس شبکه (جهت راه‌اندازی سیستم وبلاگ‌دهی با وردپرس)
- فهرست‌های آبشاری و کرکره‌ای
- شخصی‌سازی قالب‌ها، ابزارک‌ها از پنل مدیریت
- ارسال و مدیریت دیدگاه
- راه‌اندازی تالار گفتگو
- راه‌اندازی فروشگاه اینترنتی
- فروشگاه فایل
- امکان استفاده از قالب‌های بسیار زیبا، که پوسته‌های تجاری که پولی هستند، بسیار عالی‌اند.
- امکان استفاده از وب‌سایت‌های شبکه‌ای با وردپرس شبکه
- و چندین مشخصه و ویژگی دیگر

## موارد استفاده
- پیاده‌سازی وبلاگ یا سایت‌های شخصی
- پیاده‌سازی وب‌سایت‌های خبری-اطلاع‌رسانی
- پیاده‌سازی وب‌سایت‌های عکاسی
- پیاده‌سازی وب‌سایت‌های معرفی مشاغل
- پیاده‌سازی فروشگاه‌های آنلاین
- پیاده‌سازی وب‌سایت‌های اجتماعی و انجمن‌ها
- پیاده‌سازی وب‌سایت‌های دانشگاهی
- پیاده‌سازی وب‌سایت‌های خدماتی
- وردپرس شبکه

## افزایش کارایی و شخصی‌سازی
قالب‌ها، تم‌ها و افزونه‌های آماده‌ای به صورت تجاری یا رایگان برای کار کردن با این ابزار ارائه شده است که با استفاده از آن برخی کارهای متداول را آسان‌تر و در زمان کمتری می‌توان پیاده‌سازی کرد. به عنوان مثال برای راه‌اندازی یک فروشگاه اینترنتی در کنار سایت وردپرسی کافیست یکی از افزونه‌هایی که برای این منظور طراحی شده‌اند را به هستهٔ وردپرس اضافه کرد.
به عنوان مثال افزونه‌های ووکامرس و EDD دو افزونهٔ وردپرس هستند که برای راه‌اندازی فروشگاه اینترنتی جهت فروش کالای فیزیکی یا فایل‌های دانلودی استفاده می‌شوند. همچنین قابلیت تبدیل شدن سایت به یک شبکهٔ اجتماعی با افزونهٔ قدرتمند Buddypress یا ایجاد یک تالار گفتگو یا انجمن با افزونهٔ BBpress، در وردپرس وجود دارد.
با توجه به فراوانی و تنوع افزونه‌های وردپرس تقریباً هر امکانی را می‌توان به سایت وردپرسی اضافه کرد.
لازم به ذکر هست که هر افزونه ای می‌تواند به دلیل تزریق داده با قالب ، سایت را مختل کند.

## نقش قالب‌های وردپرس
قالب وردپرس یا پوسته وردپرس یکی از اجزای اساسی و کلیدی در سیستم مدیریت محتوای وردپرس است. همچنین به کاربران، این امکان می‌دهد طراحی و نمای وب‌سایت خود را به راحتی تغییر دهند و شخصی‌سازی کنند. قالب‌های وردپرسی به کاربران کمک می‌کنند تا بدون نیاز به کدنویسی پیچیده، وب‌سایت‌هایی با طراحی‌های زیبا و کاربرپسند ایجاد کنند.

## مزایای وردپرس
- کاهش هزینه: علاوه بر راه‌اندازی کم‌هزینهٔ سایت، دیگر نیازی نیست که برای هر تغییری که می‌خواهید در سایت انجام دهید، به شرکت طراح سایت خود مراجعه کنید. وردپرس این امکان را به شما می‌دهد که هر زمان خواستید، تغییرات خود را درون سایت ایجاد کنید، مطالب جدید در سایت منتشر کنید، کاربران خود را مدیریت کنید و به نظرات رسیدگی کنید.
- ظاهر زیبا: در سطح اینترنت هزاران قالب مخصوص وردپرس وجود دارد که شما می‌توانید انتخاب کنید و روی سایت خود پیاده‌سازی کنید. اما وردپرس امکان این‌که قالب سفارشی خود را طراحی و استفاده کنید را نیز دارد.
- مدیریت آسان: شما به راحتی می‌توانید سایت خود را در هر جا که هستید، چه با کامپیوتر و چه با تلفن همراه، مدیریت کنید و نیازی به برنامهٔ جانبی ندارید.
- ارتباط با شبکه‌های اجتماعی: وردپرس و افزونه‌های جانبی آن به شما این امکان را می‌دهند که به صورت خودکار، سایت خود را به شبکه‌های اجتماعی مانند توییتر، فیس‌بوک و یوتیوب متصل کرده و مشتریان خود را از تغییرات سایت خود باخبر سازید.
- سئو: وردپرس به صورت استاندارد کدنویسی شده است تا سئوی سایت شما را هر چه بیشتر بهبود ببخشد تا در نتایج گوگل بهترین جایگاه را داشته باشید. البته سئو فقط به سیستم مدیریت محتوای انتخابی شما محدود نمی‌شود و موارد زیاد دیگری نیز در این بخش سهیم هستند. وردپرس به خودی خود موارد محدودی از سئو را دربردارد و می‌توان با استفاده از پلاگین‌های متعددی از جمله یوست سئو و All in One SEO و رنک‌مث تا حد زیادی به رتبهٔ وب‌سایت کمک کرد.
- به‌روزرسانی رایگان: وردپرس یک سیستم مدیریت محتوای کاملاً رایگان است و بسیار در به‌روزرسانی و رفع مشکلات احتمالی فعال است.
- امنیت: وردپرس از امنیت بسیار بالایی برخوردار است. اما به دلیل این‌که امنیت، یک مسئلهٔ نسبی است و هیچ‌گاه صددرصد نخواهد بود، وردپرس هر روز مشکلات را بررسی می‌کند و در به‌روزرسانی‌ها رفع می‌کند. علاوه بر تیم وردپرس، برنامه‌نویس‌های زیادی در جهان هستند که روی امنیت وردپرس کار می‌کنند. علاوه بر این‌که وردپرس به خودی خود تا حد زیادی ایمن است، افزونه‌هایی برای ایمن‌تر کردن سایت نیز وجود دارد تا سایت خود را امن‌تر کنید. اولین قدم برای افزایش امنیت وردپرس، تغییر آدرس ورود به پنل مدیریت آن است.
- انعطاف‌پذیری وردپرس: وردپرس، یکی از منعطف‌ترین سیستم‌های مدیریت محتوای جهان است که افراد خواهند توانست آن را برای کاربری دلخواه خود ویرایش کنند. همچنین وردپرس دارای هزاران افزونهٔ وردپرس است که از طریق آن‌ها می‌توانید انواع امکانات را به سایت خود اضافه کنید.
- افزونه‌های فراوان و کاربردی: وردپرس، شامل افزونه‌های بسیار زیادی است که به آن قابلیت‌های زیادی افزوده است از جمله ساخت فرم، ارسال ایمیل، فروشگاه‌ساز آنلاین، افزایش امنیت، افزایش سرعت، تغییر زبان و …